# Відновлювані ресурси
Відно́вні приро́дні ресу́рси — це родючі ґрунти, рослинність, тваринний світ і деякі види корисних копалин.
Під час використання вони безперервно відновлюються самою природою, однак їхнє природне відтворення (відновлення родючості ґрунтів, деревної і трав'яної маси, кількості тварин тощо) відбувається значно повільніше порівняно з темпами використання. Уявлення про невичерпність ресурсів цієї групи все частіше суперечить реальності. Витрата відновних ресурсів (вирубування лісу, вилов риби тощо) починає перевищувати розміри їхнього природного відтворення.